# Otto Beuer
Otto Beuer (* 25. September 1898 in Reichenberg, Österreich-Ungarn; † 29. August 1986 in Potsdam) war ein deutscher politischer Funktionär. Er war Abgeordneter der Volkskammer der DDR.

## Leben und Tätigkeit
Beuers älterer Bruder war der kommunistische Funktionär und KPČ-Mitbegründer Gustav Beuer. Nach der Absolvierung einer kaufmännischen Lehre und dem Besuch einer Handelsschule wurde er 1917 zum zwangsweisen Kriegsdienst im Ersten Weltkrieg in der k-und-k-Armee ausgehoben. Anschließend arbeitete er als selbständiger Kaufmann. Er betätigte sich als Handelsvertreter und später als Verkaufsstellenleiter im Arbeiter-Konsum. 1929 stieg er zum Geschäftsführer des Eisenbahnerkonsums in Česká Lípa auf. 1931 wurde er Direktor des Konsumvereins Vorwärts im Kreis Liberec (deutsch Reichenberg).
Politisch schloss Beuer, der bereits seit 1912 Mitglied der Sozialistischen Arbeiter-Jugend gewesen war, sich der Sozialdemokratischen Partei an. 1921 wechselte er zur Kommunistischen Partei der Tschechoslowakei (KPČ). Für diese übernahm er Aufgaben als Mitglied der Stadt- und Bezirksleitung. 1938 wurde er in die Stadtverordnetenversammlung gewählt.
Anlässlich der deutschen Besetzung der Tschechoslowakei im April 1939 ging Beuer in die Emigration. Er ließ sich in England nieder, wo er geschäftsführender Leiter des Tschechoslowakisch-Britischen Freundschaftsklubs wurde. Im Juni 1941 wurde er von den britischen Behörden als „feindlicher Ausländer“ bis September 1943 interniert.
Als Antifaschist geriet Beuer Ende der 1930er Jahre ins Visier der nationalsozialistischen Polizeiorgane, die ihn als wichtige Zielperson einstuften: Im Frühjahr 1940 setzte das Reichssicherheitshauptamt in Berlin ihn auf die Sonderfahndungsliste G.B., ein Verzeichnis von Personen, die im Falle einer erfolgreichen Invasion und Besetzung der britischen Inseln durch die Wehrmacht von den Besatzungstruppen nachfolgenden Sonderkommandos der SS mit besonderer Priorität ausfindig gemacht und verhaftet werden sollte.
1946 ließ Beuer sich in der Sowjetischen Besatzungszone nieder. In der Folgezeit wirkte er am Aufbau der Konsumgenossenschaft in Sachsen-Anhalt mit, zu deren Vorstand er von April 1946 bis November 1949 gehörte. Im Dezember 1949 wurde er Leiter (Vorstandsvorsitzender) des Konsumgenossenschafts-Verbandes Brandenburg, eine Stellung, die er bis 1951 beibehielt.
Von 1950 bis 1951 gehörte Beuer der 1. Volkskammer der DDR als Abgeordneter der Fraktion der Genossenschaften an. Im April 1951 wurde Beuer verhaftet und 1952 zu einer zweieinhalbjährigen Zuchthausstrafe verurteilt. Nach seiner Entlassung übernahm Beuer 1954 den Posten des 2. Sekretärs des Kulturbundes in Potsdam. 1956 wurde er von der Kommission des Zentralkomitees der SED zur Überprüfung der Angelegenheiten von Parteimitgliedern rehabilitiert. Beuer gelangte allerdings nicht wieder in nennenswerte Funktionen.
Beuer starb im Alter von 87 Jahren. Seine Urne wurde auf dem Neuen Friedhof Potsdam in der Heinrich-Mann-Allee beigesetzt.

## Ehrungen
- Ein symbolisches Zeichen für Beuers Rehabilitierung war die Verleihung des Vaterländischen Verdienstordens in Bronze im Rahmen der Feierlichkeiten zum Tag der Republik in der DDR am 7. Oktober 1973. Zudem stand Beuers 75. Geburtstag an. Offiziell bekam Beuer den Orden „in Würdigung besonderer Verdienste beim Aufbau und bei der Entwicklung der sozialistischen Gesellschaftsordnung und der Stärkung der Deutschen Demokratischen Republik“.[4]
- Beuer war auch Träger der Medaille für Kämpfer gegen den Faschismus 1933 bis 1945.